# Alexander Nouri
Alexander Nouri (in persiano الکساندر نوری‎; Buxtehude, 20 agosto 1979) è un allenatore di calcio ed ex calciatore tedesco di origini iraniane, di ruolo centrocampista, tecnico del Kavala.

## Carriera

### Calciatore
Di padre iraniano e madre tedesca, è cresciuto nelle giovanili del Werder Brema, arriva a giocare con la squadra riserve senza mai riuscire ad esordire in prima squadra. Nel 1999 viene girato in prestito ai Seattle Sounders, dove colleziona otto presenze nella USL. Nouri divide il resto della sua carriera tra Uerdingen 05, VfL Osnabrück, Holstein Kiel e VfB Oldenburg, collezionando un totale di 248 presenze e 28 reti.

### Allenatore
Nel novembre 2011 entra nello staff tecnico dell'Oldenburg. In seguito, dal 22 aprile 2013 al 30 giugno 2014, ricopre l'incarico di allenatore della squadra, guidandola nelle ultime sette giornate del campionato di Regionalliga 2012-2013, con un bilancio di 3 vittorie, 2 pareggi e 2 sconfitte. Nella stagione seguente ottiene il terzo posto in campionato con 17 vittorie, 9 pareggi e 8 sconfitte. Nel luglio 2014 entra nello staff tecnico Werder Brema come intermediario tra l'allenatore della prima squadra, Robin Dutt, e quello della squadra riserve, Viktor Skrypnyk.
Il 25 ottobre 2014 succede a Viktor Skrypnyk sulla panchina del Werder Brema II, mentre Skrypnyk subentra all'esonerato Dutt sulla panchina della prima squadra del Werder.
Il 18 settembre 2016 viene nominato allenatore del Werder Brema, in Bundesliga, subentrando all'esonerato Skrypnyk, inizialmente ad interim e poi in via definitiva dal 2 ottobre, con contratto sino al termine della stagione 2016-2017, conclusa con la salvezza e vicino a una posizione utile per la qualificazione europea. Nel maggio 2017 prolunga il proprio contratto con il club Il 30 ottobre 2017, dopo un difficile avvio di campionato, viene sollevato dall'incarico.
Ingaggiato dall'Ingolstadt 04 il 24 settembre 2018, viene esonerato due mesi dopo
L'11 febbraio 2020 diviene l'allenatore ad interim dell'Hertha Berlino, che guida in quattro partite prima di lasciare il posto, il 9 aprile, a Bruno Labbadia.

## Palmarès

### Giocatore
- Fußball-Regionalliga: 1

Holstein Kiel: 2008-2009 (girone nord)